# Christina Ramberg
Christina Ramberg est une peintre américaine née le 12 août 1946 à Fort Campbell, dans le Kentucky, et morte en 1995 à Naperville, dans l'Illinois. Elle est associée aux Imagistes de Chicago, un groupe d'artistes figuratifs qui ont fréquenté l'École de l'Art Institute of Chicago à la fin des années 1960.
Les Imagistes s'inspirent du surréalisme, du pop et de la bande dessinée underground de la côte ouest, et leurs œuvres incluent souvent des thèmes liés à la sexualité féminine. Christina Ramberg représente des corps féminins partiels (têtes, torses, mains), souvent dans des poses de soumission, en sous-vêtements, imaginés dans des situations étranges et apparemment érotiques. 

## Biographie
Christina Ramberg est née en 1946 à Camp Campbell, une base militaire du Kentucky où son père, Vernon Ramberg, était officier de l'armée. Sa mère donne des cours de musique et la famille déménage souvent, en fonction des affectations du père. Ramberg obtient une licence en beaux-arts en 1968 et une maîtrise en beaux-arts en 1973, toutes deux à l'École de l'Art Institute of Chicago, où elle étudie avec Ray Yoshida, qui est l'un des principaux mentors du groupe des Imagistes de Chicago, dont Christina fait partie. Le groupe comprend également Jim Nutt, Gladys Nilsson, Roger Brown et Ed Paschke. Yoshida encourageait ses étudiants à utiliser les images de la culture commerciale et populaire, telles que les bandes dessinées et les magazines, comme base de leur art. À Chicago, elle rencontre son mari Philip Hanson, qui est également un étudiant de Yoshida et qui est également considéré comme un membre du groupe des Imagistes de Chicago. Ils se marient en 1968, l'année même où ils exposent pour la première fois leurs œuvres dans le cadre de l'exposition False Image au Hyde Park Art Center.
Christina Ramberg et Philip Hanson deviennent tous deux membres du corps enseignant de l'École de l'Art Institute of Chicago. Ils ont un fils, Alexander, né en 1975, mais en 1980, leur mariage était devenu trop tendu et ils finissent par accepter de vivre séparément, bien qu'ils restent proches pour le reste de leur vie. En 1989, Ramberg est diagnostiquée avec une dégénérescence lobaire frontotemporale. Philip Hanson s'occupe d'elle jusqu'à ce qu'elle doive aller dans un centre spécialisé. Elle meurt en 1995 à l'âge de 49 ans,,.

## Thèmes de ces créations et style
La représentation du torse féminin est le motif le plus courant dans l'art de Christina Ramberg, le torse étant corseté, ceinturé, serré et voilé par divers accessoires des vêtements féminins typiques des années 1950. Dans une interview, Ramberg raconte un souvenir où elle regardait sa mère s'habiller pour une fête : « Elle portait ces vêtements et je me souviens d'avoir été stupéfaite par la façon dont ils transformaient son corps, remontaient ses seins et affinaient sa taille. Je pense que les peintures ont beaucoup à voir avec cela, avec le fait d'observer et de réaliser que beaucoup de ces sous-vêtements transforment totalement le corps d'une femme. ... Je trouvais cela fascinant ... d'une certaine manière, je trouvais cela horribl ». Les situations sont souvent étranges et peuvent être grotesques et provocatrices,,.
Un autre trait distinctif de l'art de Christina Ramberg est l'absence de visages, la tête n'étant pas dessinée du tout, n'étant vue que de dos ou cachée par des cheveux. Le motif de la « coiffure » est également courant dans l'œuvre de Christina Ramberg, la coiffure étant également indicative d'un type de « conditionnement » de la femme du milieu du siècle.
Dans les années 1970, l'œuvre de Christina Ramberg évolue, passant d'une focalisation stricte sur la forme féminine à des formes moins sexualisées, voire non humaines, telles que des urnes, des dossiers de chaises et des formes plus abstraites. Ses formes humaines passent de figures vues de dos ou de profil à des torses entièrement frontaux, plus rigides et robotiques, présentant des caractéristiques à la fois masculines et féminines. 
Son style caractéristique demeure néanmoins : contours noirs et nets, couleurs sourdes, formes recadrées, attention portée aux motifs et aux détails.